# Відоново
Відо́ново (рос. Видоново) — село у складі Залісовського округу Алтайського краю, Росія.

## Населення
Населення — 174особи (2010; 331 у 2002).
Національний склад (станом на 2002 рік):
- росіяни — 88 %